# Carnival Is Forever
Carnival is Forever — пятый студийный альбом польской дэт-метал группы Decapitated, выпущенный в 2011 году лейблом Nuclear Blast.

## Создание альбома
Альбом Decapitated писался в «RG» студии в Гданьске, Польша. Они приступили к записи альбома 9 февраля 2011 года, и закончили его 31 марта.
Во время студийной сессии с группой работал шведский продюсер Даниэль Бернстранг, известный по сотрудничеству с такими коллективами, как Behemoth, Dimmu Borgir, In Flames и Meshuggah. Он на несколько недель приехал в Польшу, чтобы поработать над партиями ударных для альбома.

## Концепция альбома
Достаточно включить телевизор, чтобы ответ на этот вопрос стал очевиден. Вот что мы называем гребаным карнавалом: люди ненавидят друг друга, убивают друг друга и несут всякую чушь каждый день. Война за территории, ложь, зло — вот о чём мы рассказываем на нашем новом альбоме.
 — Вацлав «Вогг» Киелтика, из интервью журналу DarkCity.

## Отзывы
«Альбом ‘Carnival is Forever’ имеет сильное стилистическое сходство с предыдущим, но, к счастью, мы не можем сказать, что это — вторая часть ‘Organic Hallusinosis’. Один из притягательных элементов альбома — использование смягченных, вкрадчивых фрагментов, которые сбивают слушателя с толку перед тем, как вырубить его кувалдой яростной игры на барабанах и исполосовать целым веером мясных тяжелых риффов. Наиболее эффектно данный прием выглядит в имеющей почти что девятиминутную протяженность титульной песне.
‘Carnival is Forever’ предлагает великолепные техничные дэтовые риффы, на которые нанизаны традиционные ураганные соло, и все это сдобрено некоторой порцией глубоких экспериментальных звуков. В этом отношении Вогг проявил себя настоящим лидером и главным „паровозом“ саунда группы. Говоря языком чисел, это альбом содержит в два раза больше различных прогрессивных риффов, чем любая другая работа Decapitated», — Антон Вильгоцкий, журнал DarkCity.

## Список композиций
Все тексты написаны Ярославом Зубричем.
| №                   | Название              | Музыка              | Длительность |
| ------------------- | --------------------- | ------------------- | ------------ |
| 1.                  | «The Knife»           | Vogg, Vitek         | 4:31         |
| 2.                  | «United»              | Vogg                | 5:24         |
| 3.                  | «Carnival Is Forever» | Vogg, Vitek         | 8:49         |
| 4.                  | «Homo Sum»            | Vogg, Vitek         | 4:33         |
| 5.                  | «404»                 | Vogg, Vitek         | 5:08         |
| 6.                  | «A View From A Hole»  | Vogg                | 6:11         |
| 7.                  | «Pest»                | Vogg, Vitek         | 3:36         |
| 8.                  | «Silence»             | Vogg                | 4:18         |
| Общая длительность: | Общая длительность:   | Общая длительность: | 42:30        |

## Участники записи
- Вацлав Келтыка — гитара
- Керим Лехнер — ударные
- Рафал Пиотровский — вокал
- Филим Халуха — бас-гитара